# Piotr Kochanowski (1566–1620)

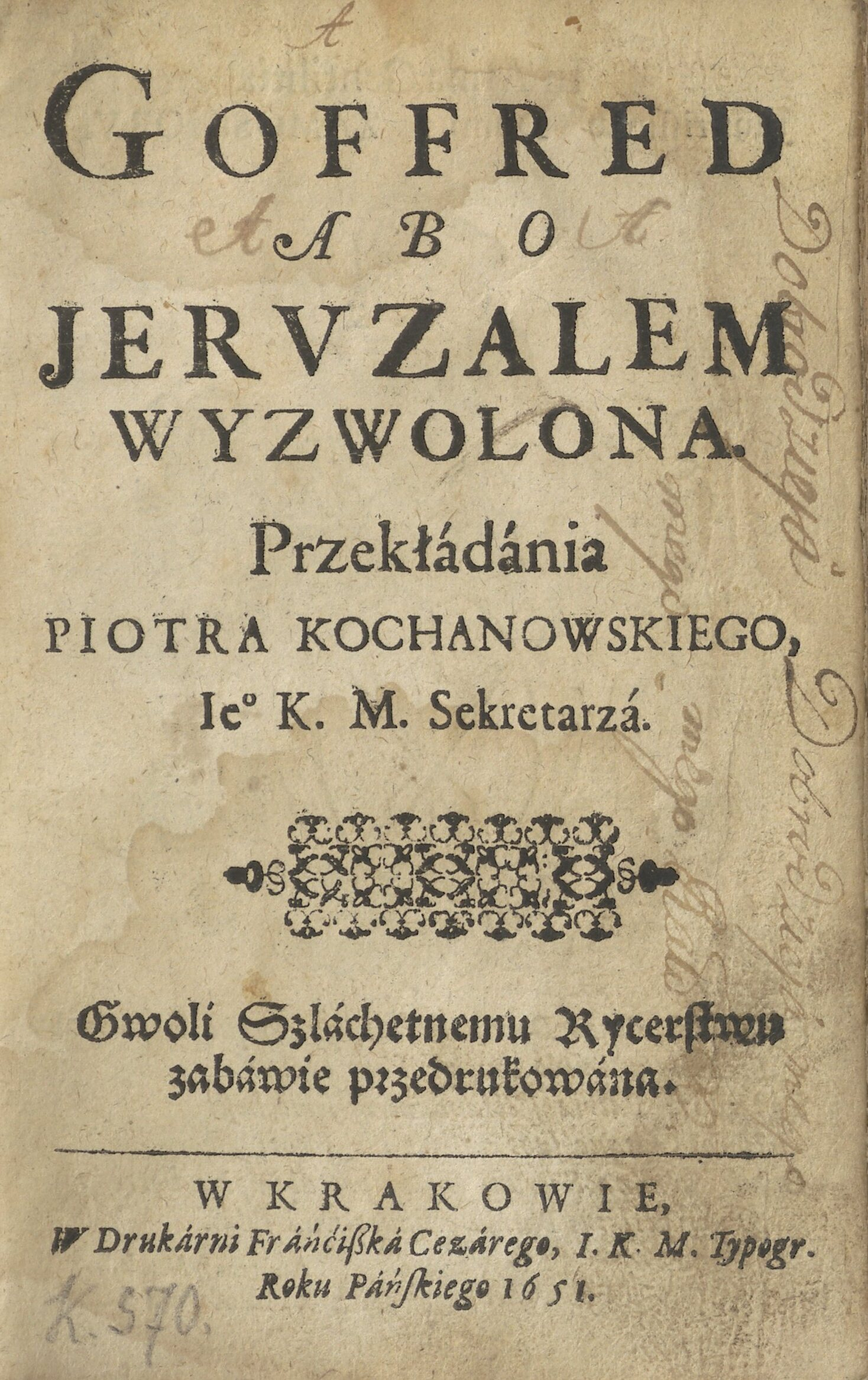
Goffred abo Jeruzalem wyzwolona (wyd. 1651)

Piotr Kochanowski herbu Korwin (ur. 1566 w Sycynie, zm. 2 sierpnia 1620 w Krakowie) – polski poeta, tłumacz, sekretarz królewski od 1602, kawaler maltański.

## Życiorys
Pochodził z zasłużonej dla kultury narodowej rodziny Kochanowskich herbu Korwin. Zobrazować to można następująco:
- Jan Kochanowski – sędzia grodzki radomski
  - Piotr Kochanowski, sędzia ziemski sandomierski, zm. 1547
    - Mikołaj Kochanowski podstarości radomski, zm. 1582
      - Piotr Kochanowski, sekretarz królewski, kawaler maltański, zm. 1620

Był synem Mikołaja Kochanowskiego, bratankiem poety Jana i bratem stryjecznym Jerzego Kochanowskiego, kasztelana małogoskiego. W młodości prawdopodobnie służył na dworach magnackich. Od roku 1583, wraz z braćmi Janem i Przemysławem, podjął studia na uniwersytecie w Królewcu, a w 1588 rozpoczął studia w Padwie. W czerwcu roku 1595 trafił do Neapolu, a cztery lata później (1599) prawdopodobnie towarzyszył w Padwie Janowi Tęczyńskiemu. Z początkiem roku 1600 powrócił do Polski. Począwszy od 1602, jako sekretarz królewski wykonywał różne misje w Polsce. W roku 1610 objął dzierżawę dóbr pod Krakowem od starosty lubelskiego Jana Firleja i po raz trzeci wyjechał do Włoch – tym razem na kurację zdrowotną. Po powrocie, w 1611, osiadł na stałe w Krakowie. W roku 1613, po raz czwarty wyjeżdża do Włoch, do uzdrowiska Abano pod Padwą, gdzie kurował się przez dłuższy czas. W 1616 powrócił do Krakowa, gdzie oddał się intensywnej pracy literackiej, korzystając z pomocy swego przyjaciela i mecenasa Jana Tęczyńskiego, podczaszego królowej, późniejszego wojewody krakowskiego.
Zmarł 2 sierpnia roku 1620 w Krakowie i pochowany został w kościele św. Franciszka z Asyżu, gdzie zachował się jego nagrobek.

## Twórczość
W 1611 osiadł w Krakowie, gdzie poświęcił się pracy literackiej. Był wybitnym tłumaczem literatury renesansu. W 1618, w Krakowie wydał tłumaczenie  Goffred abo Jeruzalem wyzwolona Torquata Tassa. Przetłumaczył też Orlanda szalonego Ariosta. Syn Piotra, Samuel, był artystą malarzem i rytownikiem.

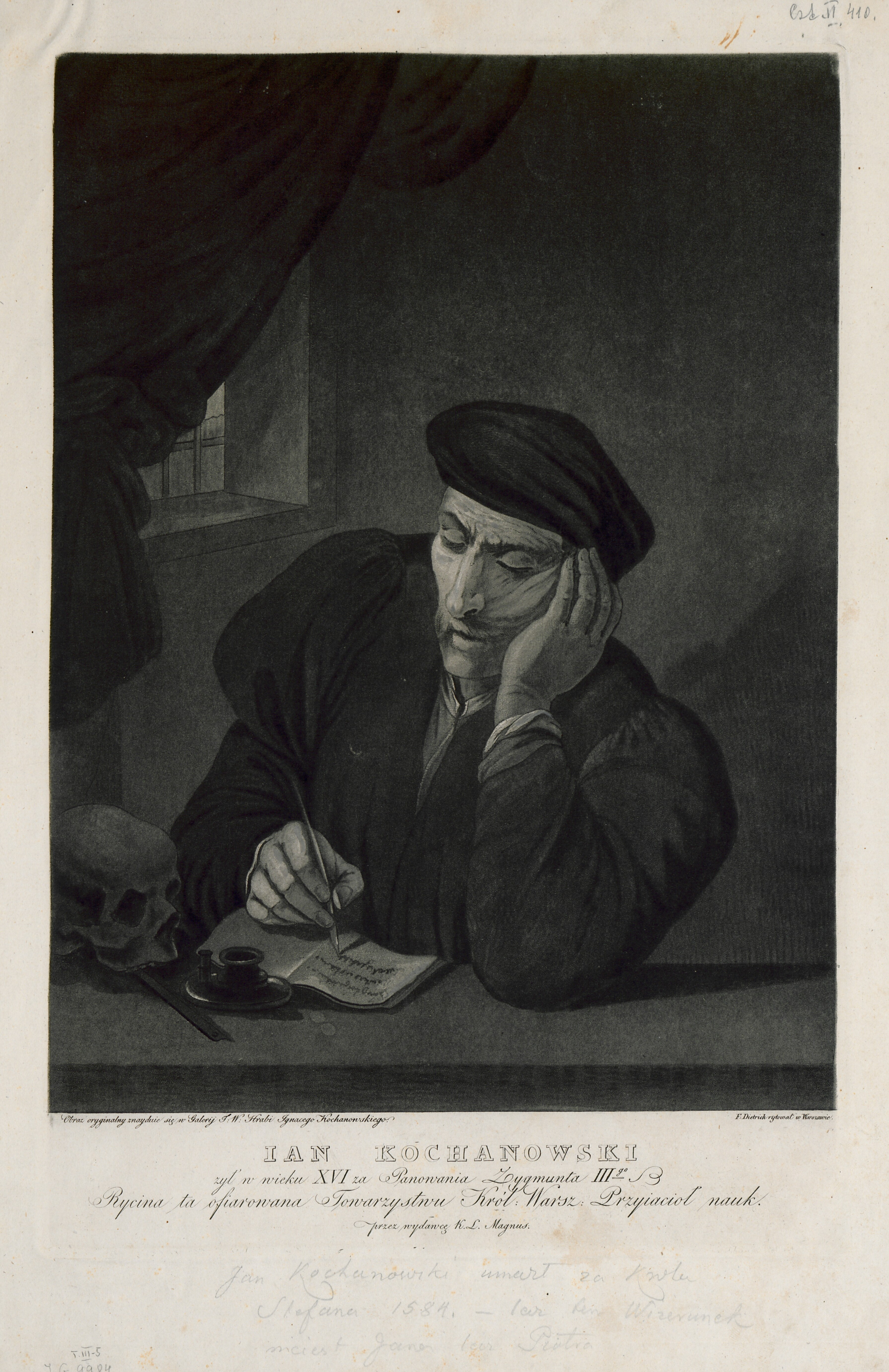
Piotr Kochanowski na akwatincie Fryderyka Krzysztofa Dietricha, 1828 r.

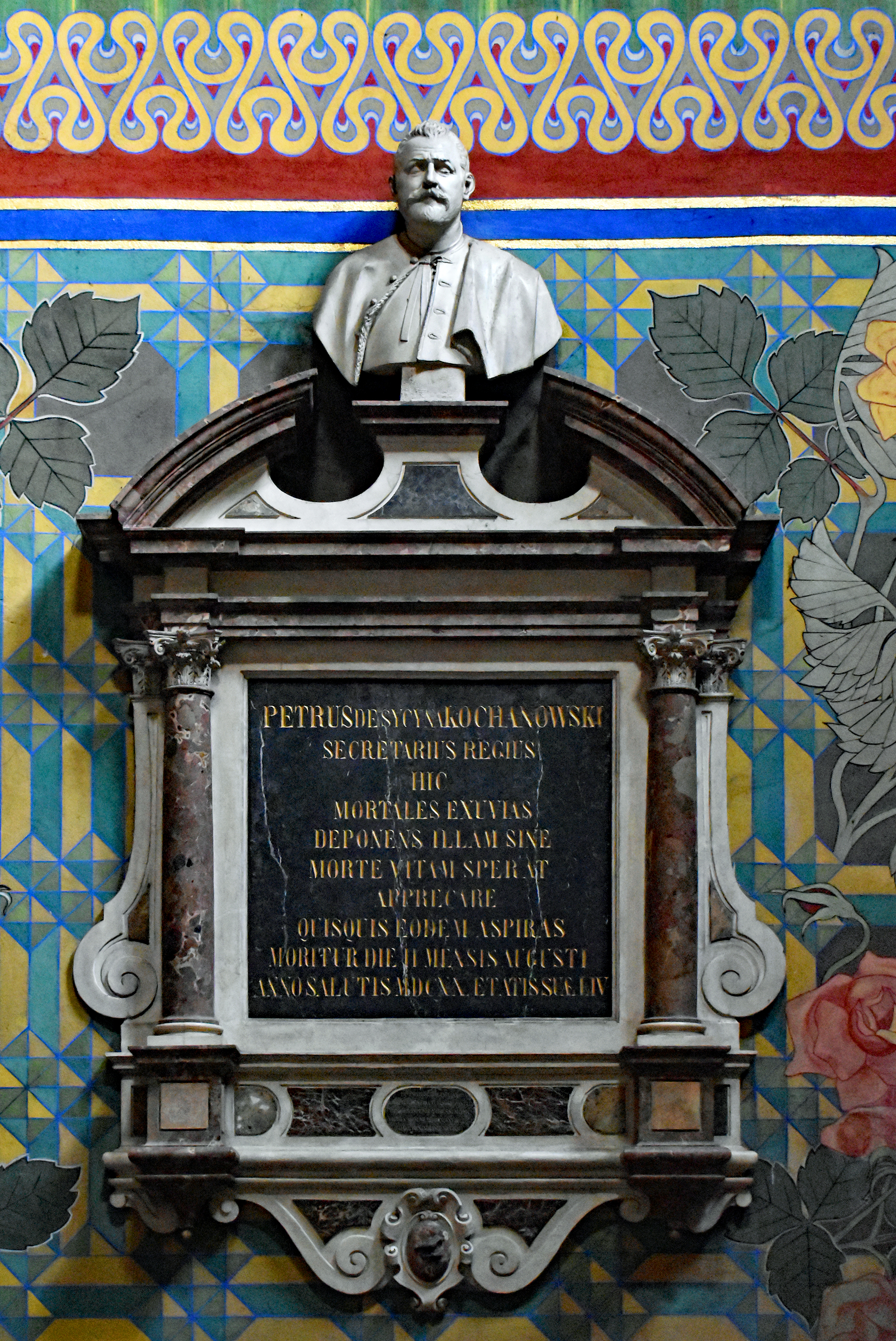
Epitafium w kościele św. Franciszka z Asyżu w Krakowie.

### Przekłady
- T. Tasso Goffred abo Jeruzalem wyzwolona, Kraków 1618, drukarnia F. Cezary; wyd. następne: Kraków 1651, Kraków 1687 (w wieku XVII nie wyłączone „poddruki”); Warszawa 1772; fragmenty przedr. Co Tydzień 1799, nr 13, s. 92-98; pt. Goffred... Poema epiczne, Połock 1819 (wyd. jezuici na podstawie edycji 1772, 10 pieśni ze zmianami w tekście); wyd. P. Czajkowski, Wrocław 1820 (przedr. pierwodruku); scenariusz pt. Armida, ustęp z Jerozolimy wyzwolonej Tassa przekładania... w siedmiu obrazach... przedstawiony przez amatorów... w Wilnie 1825, Wilno 1825; wyd. M. Malinowski, Wilno 1826; wyd. K.J. Turowski, Sanok 1856, Biblioteka Polska, zeszyt 41-47; wyd. L. Rydel, t. 1-2, Kraków 1902, BPP nr 41-46; Gofred... w skróceniu oprac. R. Pollak, Kraków 1921, Biblioteka Narodowa seria II, nr 4; wyd. 2 (rozszerzone i uzupełnione), Kraków 1923; fragmenty przedr. W. Taszycki Wybór tekstów staropolskich XVI-XVII w., Lwów 1928, wyd. 2 Warszawa 1955; całość wyd. krytycznie R. Pollak, Wrocław 1951, Biblioteka Narodowa seria II, nr 4, (rękopiśmienna przeróbka z XVII w. dla użytku młodocianych znajdowała się w Bibliotece Baworowskich we Lwowie, kod nr 738; zob. R. Pollak: „Gofred” ad usum Delphini, Księga pamiątkowa ku uczczeniu S. Dobrzyckiego, Poznań 1928 i odb.
- L. Ariosto Orland szalony... w pieśniach XLVI, wyd. J. Przybylski, t. 1-2, Kraków 1799 (pierwsze 25 pieśni); J. Wondráček „Krótka wiadomość o polskim rękopiśmie Orlanda szalonego w Szersznikowskim księgozbiorze w mieście Cieszynie się znajdującym”, Programm d. K. K. Katholischen Gymnasiums in Teschen f. d. Schuljahr 1865, Cieszyn 1865 (pieśń 34); całość pt. Orland szalony, t. 1-3, wyd. J. Czubek, Kraków 1905, BPP nr 50-52; fragmenty przedr. W. Taszycki Wybór tekstów staropolskich XVI-XVII w., Lwów 1928; fragment pt. Orland szalony (wybór), wyd. R. Pollak, Wrocław 1965, Biblioteka Narodowa seria II; rękopisy wylicza i opisuje J. Czubek: wstęp do wyd. Orland szalony... w pieśniach XLVI, s. LVI-LXV; ważniejsze odmiany tekstu różnych rękopisów podaje J. Czubek, jw., s. LXVI-XCII

### Materiały
- Pismo od Zygmunta III, Kraków (brak daty), ogł. A. Grabowski Starożytności historyczne polskie, t. 2, Kraków 1840
- Pokwitowanie pieniężne, Kraków, 19 maja 1603, ogł. T. Wierzbowski Materiały do dziejów piśmiennictwa polskiego, t. 2, Warszawa 1904, s. 43
- Pokwitowanie pieniężne, Kraków, 26 grudnia 1604, ogł. T. Wierzbowski Materiały do dziejów piśmiennictwa polskiego, t. 2, Warszawa 1904, s. 45
- Zeznanie z odbioru zarządu starostwa łomżyńskiego, Łomża, 30 marca 1605, ogł. T. Wierzbowski Materiały do dziejów piśmiennictwa polskiego, t. 2, Warszawa 1904, s. 45
- Polecenie królewskie wypłacenia zasług P. Kochanowskiemu, Kraków, 9 listopada 1604, ogł. T. Wierzbowski Materiały do dziejów piśmiennictwa polskiego, t. 2, Warszawa 1904, s. 44
- Pokwitowanie Jana Izdbickiego, wystawione P. Kochanowskiemu w Lubionce, 2 lutego 1607, ogł. T. Wierzbowski Materiały do dziejów piśmiennictwa polskiego, t. 2, Warszawa 1904, s. 47